# Maerki Baumann & Co.
Die Maerki Baumann & Co. AG ist eine auf die Vermögensverwaltung spezialisierte Schweizer Privatbank mit Sitz in Zürich.

## Allgemeines
Maerki Baumann & Co. AG ist eine Privatbank in Familienbesitz. Sie beschäftigt sich hauptsächlich mit Anlageberatung und Vermögensverwaltung sowie der Betreuung externer Vermögensverwalter. 

Gegründet 1932 in Zürich, beschäftigt Maerki Baumann per 31. Dezember 2024 96 Mitarbeitende und verwaltet CHF 11,2 Milliarden.

## Geschichte
Das Familienunternehmen Maerki Baumann & Co. AG wurde 1932 von Friedrich Maerki und Georg Braun als Börsenbank Maerki, Braun & Co. gegründet, für die ihnen am 15. Februar 1932 die Lizenz erteilt wird. Wenige Monate später verstarb Georg Braun an einem Herzinfarkt.
Der Jurist Conrad Baumann wurde neuer Partner von Friedrich Maerki. Die Bank hiess ab nun Maerki, Baumann & Co. Nach dem Ableben von Conrad Baumann 1947 trat seine Witwe und Miterbin Lotte Baumann‑Heberlein als Direktorin und erste Frau ins Unternehmen ein. Sie brachte weitere Investoren mit, und das Kapital verdoppelte sich. Rund zwei Jahre später wurde die Bank zur Aktiengesellschaft firmiert und hiess Maerki Baumann & Co. AG. 1970 folgte der Zürcher Unternehmer Hans A. Syz als Direktor und Verwaltungsratsdelegierter auf den Gründer Friedrich Maerki.
Heute befindet sich Maerki Baumann in den Händen der zweiten Generation der Familie Syz, dem Sohn Hans G. Syz‑Witmer und seiner Schwester Carole Schmied‑Syz. Die beiden Geschwister haben Einsitz im Verwaltungsrat als Präsident bzw. als Vizepräsidentin. Die Geschäftsleitung unter dem Vorsitz von Stephan A. Zwahlen führt das operative Geschäft.